# Pelzflohkäfer
Die Pelzflohkäfer (Platypsyllinae, von griech.: platys = flach, platt; und psyllos = Floh) sind eine Unterfamilie der Schwammkugelkäfer (Leiodidae). Sie gehören zu den wenigen Käfern, die auf Säugetieren parasitieren und haben einen abgewandelten Körperbau. Das führte bei der Erstbeschreibung dazu, dass die Käfer bei den Flöhen eingereiht wurden. Die Käfer leben auf Bibern („Biberfloh“), Mäusen und anderen Nagetieren sowie auf Insektenfressern wie Maulwürfen und in deren Bauten.

## Merkmale
Die Käferarten der Platypsyllinae sind klein, sie werden bis maximal 5 Millimeter lang. Ihre Farbe ist meist gelblich braun. Sie sind flugunfähig und haben keine oder stark reduzierte Augen. Der Körper ist gestreckt und dorsoventral stark abgeflacht. Die Flügeldecken (Elytren) sind, ähnlich wie bei den Kurzflüglern, mehr oder weniger stark verkürzt, bei der Gattung Leptinus fast gar nicht, bei der Gattung Platypsyllus am stärksten.
Bei der Typusart Platypsyllus sind die Hinterflügel wie bei den anderen Gattungen der Unterfamilie vollkommen reduziert, durch die starke Verkürzung der Deckflügel sind die Segmente des Hinterleibs sichtbar. Das Erscheinungsbild dieser Käfer ähnelt aufgrund konvergenter Anpassungen dem anderer Ektoparasiten aus der Gruppe der Insekten, etwa der Flöhe, die allerdings seitlich abgeflacht sind, oder dem der Läuse, die ebenfalls dorsoventral abgeflacht sind.
Die Fühler sind bei der Gattung Platypsyllus stark verkürzt und werden vom 2. Antennenglied umhüllt, das besonders vergrößert und schöpfkellenartig geformt ist. Bei den anderen Gattungen sind die elfgliedrigen Fühler meist dünn und lang. Auch die Beine sind verhältnismäßig lang und ermöglichen den Käfern schnelle Bewegungen. Die Fühler werden beim Laufen nach hinten gerichtet.

## Verbreitung
Die Gattung Leptinillus ist mit zwei Arten nur in Nordamerika beheimatet. Die monotypische Gattung Silphopsyllus lebt in der Paläarktis von der Ukraine über Russland bis nach Kasachstan. Die beiden anderen Gattungen sind holarktisch verbreitet. Leptinus umfasst sechs paläarktische und drei nearktische Arten. Die monotypische Gattung Platypsyllus ist überall dort zu finden, wo ihre Wirtsgattung Castor mit ihren beiden Arten, dem Europäischen und dem Kanadischen Biber vorkommt.

## Lebensweise
Sowohl die adulten Käfer als auch die Larven leben auf Säugetieren bzw. in deren Bauten und Nestern. Die Käferarten der Platypsyllinae, die auf semiaquatisch lebenden Nagetieren und Insektenfressern parasitieren, sind auch an deren Lebensweise angepasst. Andere Arten, wie der auf Mäusen und Maulwürfen und in deren Bauten lebende Leptinus testaceus, bevorzugen eher trockene Bauten und sind in den im feuchten Flachland liegenden Bauten von Maulwürfen nur selten anzutreffen. Die Arten der Platypsyllinae ernähren sich von abgestorbenen Hautschuppen und möglicherweise von Hautsekreten. Es gilt als unwahrscheinlich, dass sie sich auch von Blut ernähren. Als weitere Möglichkeiten zur Nahrung wurden in der älteren Literatur andere parasitische Gliederfüßer wie die Milben sowie Überreste der Nahrung der Kleinsäuger in ihren Nestern angegeben.
Die Arten der Gattung Leptinus, die auf Mäusen und anderen Kleinsäugern leben, werden auch oft in den Erdnestern von Hummeln gefunden. Dies hat im 19. Jahrhundert zu der Theorie geführt, dass die Käfer die Wirtstiere nur zur Phoresie nutzen würden, um in die Bauten der Hummeln zu gelangen. Es ist aber eher wahrscheinlich, dass die gefundenen Käfer nur als Relikte in verlassenen Mäusebauten vorkommen, in denen sich Hummeln angesiedelt haben.

## Forschungsgeschichte
1869 errichtete Ritsema die Familie Platypsyllidae innerhalb der Flöhe anhand seiner Erstbeschreibung von Platypsyllus castoris, der auf einem im Zoo von Rotterdam gehaltenen Biber gefunden wurde. Westwood stellte für diese im Körperbau stark abgewandelten Insekten eine eigene Ordnung auf, die Achreioptera. Erst LeConte ordnete die Platypsyllidae 1872 korrekt den Käfern zu. Für die heute als nahe verwandt mit Platypsyllus castoris angesehene Gattung Leptinus errichtete LeConte 1872 die Familie Leptinidae. Im Jahr 1922 wurden diese beiden Gruppen von Jeannel zur Unterfamilie Leptininae innerhalb der Aaskäfer (Silphidae) zusammengelegt. Aufgrund der Prioritätsregel bekam diese Unterfamilie später den älteren Namen Platypsyllinae und wurde zu den Schwammkugelkäfern (Leiodidae) gestellt.

## Gattungen
Die Unterfamilie Platypsyllinae umfasst vier Gattungen (hier jeweils mit der Typusart angeführt). Die Gattungen sind monotypisch oder nicht sehr artenreich.
- Leptinillus Horn, 1882
  - Leptinillus validus (Horn, 1872), parasitiert auf Bibern
- Leptinus Müller, 1817
  - Leptinus testaceus Müller, 1817, parasitiert auf Mäusen (z. B. Halsbandmaus), selten auf Maulwürfen
- Platypsyllus Ritsema, 1869
  - Platypsyllus castoris Ritsema, 1869, parasitiert auf Bibern
- Silphopsyllus Olsufiev, 1923
  - Silphopsyllus desmaniae Olsufiev, 1923, parasitiert am Russischen Desman (Desmana moschata).